# トニー・キゴロギ
トニー・キゴロギ（Tony Kgoroge）は、南アフリカ共和国の俳優。

## フィルモグラフィー

### 映画
- ホテル・ルワンダ Hotel Rwanda (2005) - グレゴワール
- アフリカン・シンジケート Fleisch / Deadly Harvest (2008) - ビコ
- インビクタス/負けざる者たち Invictus (2009) - ジェイソン・シャバララ
- おじいさんと草原の小学校 The First Grader (2010) - チャールズ・オビンチュ
- マンデラ 自由への長い道 Mandela: Long Walk to Freedom (2013) - ウォルター・シスル